# Pierremont-sur-Amance
Pierremont-sur-Amance ist eine französische Gemeinde mit 151 Einwohnern (Stand: 1. Januar 2022) im Département Haute-Marne in der Region Grand Est (vor 2016 Champagne-Ardenne); sie gehört zum Arrondissement Langres und zum Kanton Chalindrey. Die Einwohner werden Pierrefaitois und Pierrefaitoises genannt.

## Geografie
Pierremont-sur-Amance liegt rund 30 Kilometer ostsüdöstlich der Stadt Langres. Die Mance begrenzt die Gemeinde im Norden; im Osten grenzt die Gemeinde an das Département Haute-Saône. Umgeben wird Pierremont-sur-Amance von den Nachbargemeinden Anrosey im Norden, Laferté-sur-Amance im Nordosten, Ouge im Osten sowie Fayl-Billot im Süden und Westen.

## Bevölkerungsentwicklung
| Jahr                       | 1962 | 1968 | 1975 | 1982 | 1990 | 1999 | 2006 | 2018 |
| Einwohner                  | 230  | 230  | 241  | 206  | 201  | 180  | 172  | 146  |
| Quellen: Cassini und INSEE |      |      |      |      |      |      |      |      |

## Sehenswürdigkeiten
- Kirche Notre-Dame-en-son-Assomption